# Sosnowo (województwo podlaskie)
Sosnowo – wieś w Polsce położona w województwie podlaskim, w powiecie augustowskim, w gminie Sztabin.
W latach 1975–1998 miejscowość położona była w województwie suwalskim.